# یک بزرگراه رو تمیز کن (فیلم)
یک بزرگراه رو تمیز کن (به انگلیسی: Adopt a Highway) فیلمی محصول سال ۲۰۱۹ و به کارگردانی لوگان مارشال-گرین است. در این فیلم بازیگرانی همچون ایثن هاک، الین هندریکس، دیان گائتا، مو مکرائه، کریس سولیوان، بتی گابریل، لونی لاو، کریستوفر هیردال و آن-ماری جانسون ایفای نقش کرده‌اند.